# Аракчиев, Махмуд Мустафаевич
Махмуд Мустафаевич Аракчиев (ног. Махмуд Мустафадынъ улы Аракшы; 1870 год — 1934 год) — ногайский общественный деятель, бай Караногая и казначей, основатель села Нариман Ногайского района (Дагестан). Жертва репрессий 1930-х годов.

## Биография
Махмуд Аракчиев родился в 1870 году в небольшом ауле, названном в честь его отца, — Мустафа-аул, и происходил из княжеского рода Аракчиевых, который берёт своё начало в XVII веке. Учился в Ставропольской мужской гимназии.
В 1902 году после смерти отца Махмуд Аракчиев отделился от семьи и построил свой дом, положив тем самым начало новому селу, названному в его честь Махмуд-аул, и располагалось в Караногайском приставстве Терской области. В 1914 году в ауле насчитывалось 19 дворов, в которых проживало 124 жителя: 69 мужчин и 55 женщин. В 1927 году (по другим данным в 1940-х годах) село было переименовано советской властью в честь революционера Наримана Нариманова.
В 1903 году был избран караногайским народом помощником казначея Караногая, а в 1906 годе избран казначеем Караногая. Неся службу казначея, одновременно был блюстителем Караногайских школ и за хорошую службу был произведён в чин коллежского регистратора.

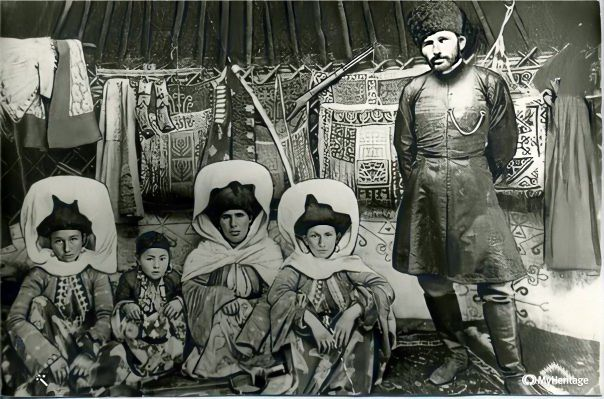
Махмуд Аракчиев с жёнами и дочькой в юрте. Фотография начала XX века.

В конце 1914 года Махмуд Аракчиев был избран главой караногайского народа и был им до революции 1917 года. До 1915 года также занимал должность заведующего 8-м военно-конским участком Кизлярского отдела.
Ф. И. Капельгородский, пристав кочующих народов и начальник 2-го участка Терской области, в который входил Караногайский район, в своей рукописи «Караногай, страна кочевников и патриархального быта» так описывал Махмуда Аракчиева:
«В комиссию вошли представители разных общественных групп караногайского народа. Во главе их стоял честнейший, хотя несколько мягкий, общественный деятель того времени, народный казначей (а в дальнейшем — народный голова) Махмуд Мустафаевич Аракчиев. Это был единственный на весь Караногай человек — достаточно грамотный, окончивший четыре класса Ставропольской гимназии, горячий сторонник преобразований. Всех, знакомых с караногайской „грабиловкой“, поражало, что М. М. Аракчиев остался в стороне от повального вымогательства и надувательства. Не имея возможности бороться со всей сворой чиновников, он даже казначейские книги сдал начальнику участка, уклонившись от всяких комбинаций наживы».

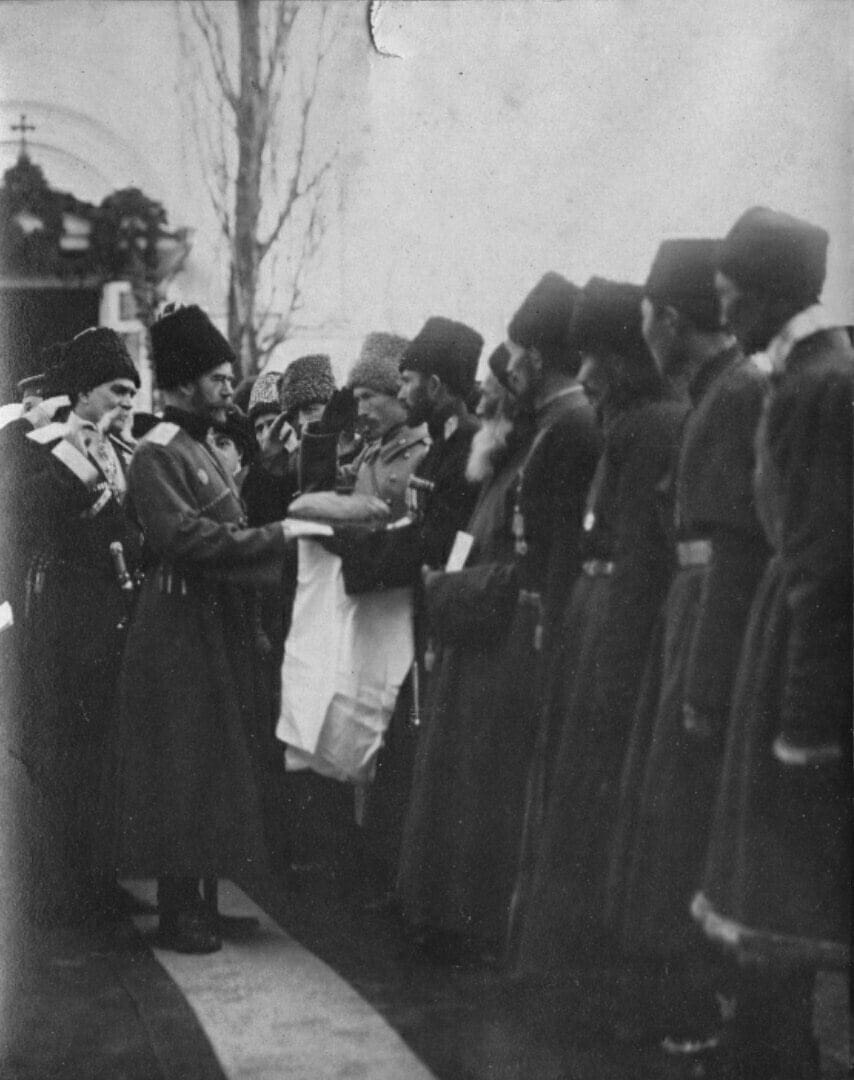
Встреча Николая II с Караногайской делегацией во главе с Махмудом Аракчиевым

В начале декабря 1914 года в жизни караногайцев произошло важное событие. Государь Император Николай II побывал во Владикавказе и встретился с представителями горских народностей, в том числе и караногайцев, во главе которых был Махмуд Аракчиев.
По окончании богослужения Император почтил своим присутствием Терский войсковой круг, который состоялся у собора. Войсковые старшины поднесли Царю хлеб-соль, и под звуки гимна и марша Терского войска Император обошел войсковой круг. Затем Николай II принял хлеб-соль также от русского крестьянского населения области и от местных горских народов. Депутация от осетин поднесла Государю 10 000 рублей на нужды раненых, а от караногайцев — 5000 рублей.
В 1919 году Махмуд Аракчиев принял участие в формировании гусарского полка из караногайцев, в который добровольцем вступил его старший сын — Зияв Аракчиев. Позже полк воевал в Правокумске (Прикумск) с Красной армией, а затем был включён в восстановленный Александрийский гусарский полк.
После революции вновь стал главным казначеем Караногая. С 1921 по 1926 годы работал народным судьей Караногайского участка и округа. В 1922 году участвовал в Чрезвычайном объединённом съезде представителей ногайского, караногайского и туркменского народов в селении Ачикулак Терской губернии (РСФСР). В 1926 году был выбран председателем Караногайского животноводческого товарищества, которое возглавлял до 1928 года.
В 1930 году Махмуд Аракчиев по доносу был арестован сослан в Сибирь на 5 лет. В 1932 году осуждён повторно. Умер в 1934 году в ссылке. Полностью реабилитирован по обоим обвинениям в 1959 и 1967 годах за недоказанностью предъявленных обвинений.
Помимо своей основной деятельности Аракчиев также собирал народные сказания караногайцев, кроме того, он написал очерк по истории караногайцев, который известен как «Исторический очерк М. Аракчиева».

## Семья
- Отец — Мустафа Муртазалиевич Аракчиев (Оракчиев).
- Братья — Нуридин, Шомай, Джамал, Камал. Сестра — Муслимат.
- Дети — у Махмуда было 14 сыновей и 7 дочерей. От жены Асрепе: Зиявдин, Багаудин, Базу, Авана, Сейпудин, Сайрат и Абит. От жены Ийсиней: Шарпудин, Нажмудин, Герей, Оьлмес, Казгерей, Алимгерей. От жены Саниет: Зейнадин, Кадижат, Джамила, Корпуш, Клаваш, Кабират, Солтан, Мурат.[9]

Старший сын Зиявдин окончил кадетскую школу во Владикавказе, помогал отцу, а в дальнейшем служил в царской и белой армиях. Второй сын, Багаудин, окончил Ставропольскую гимназию и Высшее художественное училище театрального мастерства. Семеро сыновей (Казгерей, Алимгерей, Сейпудин, Акбола, Зейнадин, Абит и Шарпудин) участвовали в Великой Отечественной войне, некоторые из них получили офицерские звания и были награждены орденами и медалями, в том числе орденами «Красной Звезды». Вернулись с войны не все.

## Память
Одна из центральных улиц села Нариман названа именем Махмуда Аракчиева.